# Zwerg-Cochin
Die Haushuhnrasse Zwerg-Cochin (alte Bezeichnung Peking-Bantam) ist eine alte chinesische Zwerghuhnrasse. Sie zählt zu den „Urzwergen“ und existiert in 24 verschiedenen Farbenschlägen. Von diesen sind alle auch mit gelockten Federn anerkannt.
Diese federreichen, tiefgestellten und allseits gut gerundeten Hühner mit Fußbefiederung werden in Züchterkreisen auch „rollender Federball“ genannt. Die Tiere sind einfachkämmig.
Zwerg-Cochin sind robuste Tiere, jedoch benötigen sie auf Grund der tiefen Stellung und der Fußbefiederung einen sauberen und trockenen Stall und Auslauf. Das dichte Gefieder erfordert zudem eine gründlichere Parasitenprophylaxe.
Die Tiere werden ausschließlich wegen ihres anziehenden Äußeren gehalten und werden sehr zutraulich. Die Zucht ist gut möglich, da die Hennen zuverlässige Glucken sind.

## Großform
Die existierende große Rasse Cochin hat eine völlig andere Herkunft als die Zwerg-Cochin. Nur das Äußere ist sich sehr ähnlich. Es existiert keine bekannte Großform der Zwerg-Cochin.